# Roc Beneïdor
El Roc Beneïdor és una muntanya de 1.681 metres que es troba entre els municipis del Pont de Bar i d'Estamariu, a la comarca de l'Alt Urgell.
Al cim s'hi pot trobar un vèrtex geodèsic (referència 274079001).
Aquest cim està inclòs al llistat dels 100 cims de la FEEC. 